# Sholicola albiventris
 (janvier 2024).
Brachyptère à ventre blanc, Myiomèle à ventre blanc, Notodèle à ventre blanc
Espèce
Statut de conservation UICN

 VU  : Vulnérable
Sholicola albiventris, aussi connue sous les noms vernaculaires Brachyptère à ventre blanc, Myiomèle à ventre blanc et Notodèle à ventre blanc, est une espèce de Passereaux de la famille des Muscicapidae.

## Description
Le genre Sholicola regroupe des Gobemouches de couleur bleue. L'espèce Sholicola albiventris est assez similaire à l'espèce Sholicola ashambuensis mais elle se distingue notamment par un plumage blanc du ventre plus court que ce dernier avec environ 19 mm contre 24 mm.
Son plumage se caractérise par un bleu ardoise au niveau de la couronne, de la gorge, de la poitrine et des parties supérieures ; une couleur bleue blanchâtre au-dessus des yeux (supercilium) ; une tache blanche au ventre ; un rouge pâle au niveau des flancs et un blanc sous la queue (couverture sous-caudale).

## Répartition
Le genre Sholicola, auquel appartiennent les espèces Sholicola albiventris, Sholicola major et Sholicola ashambuensis, est présent à une altitude de 1 200 mètres dans les forêts des Shola (en) dans les Ghats occidentaux.

## Liste des sous-espèces
Selon Avibase (11 janvier 2024) :
- Sholicola albiventris albiventris (Blanford, 1868) - Sud des Ghats occidentaux dans les États du Kerala et du Tamil Nadu
- Sholicola albiventris ashambuensis Robin, Vishnudas, Gupta, Rheindt, Hooper, Ramakrishnan & Reddy, 2017 - extrême Sud des Ghats occidentaux (Ashambu Hills)

## Classification
Le nom valide complet (avec auteur) de ce taxon est Sholicola albiventris (Blanford, 1868),.
L'espèce a été initialement classée dans le genre Callene sous le protonyme Callene albiventris Blanford, 1868,.
À noter que certaines sources telles que GBIF ou Catalogue of Life classent cette espèce sous le taxon Myiomela albiventris (Blanford, 1868),.
Ce taxon porte en français le nom vernaculaire ou normalisé suivant : Myiomèle à ventre blanc, Notodèle à ventre blanc, .
Sholicola albiventris a pour synonymes :
- Callene albiventris Blanford, 1868[4]
- Myiomela albiventris (Blanford, 1868)[7]
- Sholicola albiventris albiventris (Blanford, 1868)[7]
- Sholicola albiventris ashambuensis Robin, Vishnudas, Gupta, Rheindt, Hooper, Ramakrishnan & Reddy, 2017[7]

## Publication originale
- (en) William T. Blanford, « On a New Species of Callene from the Pulney Hill in Southern India », Proceedings of the Zoological Society of London, Londres, ZSL, vol. 1867, no 3,‎ 14 novembre 1867, p. 832-834 (ISSN 0370-2774, OCLC 1779524, BNF 32843178, lire en ligne).